# Ljubovo (Trebinje)
Pour les articles homonymes, voir Ljubovo.
Ljubovo (en serbe cyrillique : Љубово) est un village de Bosnie-Herzégovine. Il est situé sur le territoire de la ville de Trebinje et dans la république serbe de Bosnie. Selon les premiers résultats du recensement bosnien de 2013, il compte 25 habitants.

## Géographie
Le village est entouré par les localités suivantes :
|              | Duži         |          |
| Gola Glavica | Ljubovo      | Bijograd |
|              | Orašje Površ |          |

## Démographie

### Évolution historique de la population dans la localité
| 1948 | 1953 | 1961 | 1971 | 1981 | 1991 | 2013 |
| ---- | ---- | ---- | ---- | ---- | ---- | ---- |
| -    | -    | 60   | 69   | 64   | 54   | 25   |

|  |

### Répartition de la population par nationalités (1991)
En 1991, les 54 habitants du village étaient tous serbes.